# Paranormal Activity: The Marked Ones
Paranormal Activity: The Marked Ones is een Amerikaanse horrorfilm uit 2014, geregisseerd door Christopher Landon. De film is een vervolg op Paranormal Activity 4 en is de vijfde film in de Paranormal Activity-serie.

## Verhaal
Als de buurvrouw van Jesse Arista overlijdt, begint hij aparte en vreemde dingen waar te nemen, die voor hem niet te verklaren zijn. Het duurt niet lang voordat Jesse ontdekt dat hij door een demonische entiteit gebrandmerkt is. Deze entiteit probeert de volledige invloed over Jesse te krijgen.

## Rolverdeling
- Andrew Jacobs als Jesse Arista
- Jorge Diaz als Hector Estrella
- Gabrielle Walsh als Marisol Vargas
- Renée Victor als Irma Arista
- Noemi Gonzalez als Evette Arista
- David Saucedo als Cesar Arista
- Gloria Sandoval als Ana Sanchez
- Richard Cabral als Arturo Lopez
- Carlos Pratts als Oscar Lopez
- Juan Vasquez als Santo
- Dale Heidenreich als Luis Estrella
- Molly Ephraim als Ali Rey
- Katie Featherston als Katie
  - Chloe Csengery als jonge Katie
- Micah Sloat als Micah
- Jessica Tyler Brown als jonge Kristi
- Hallie Foote als oma Lois

## Achtergrond
De film werd voor het eerst aangekondigd in 2012 door middel van een post-credit scene aan het einde van de film Paranormal Activity 4.
Paranormal Activity: The Marked Ones werd uitgebracht op 3 januari 2014 en werd door het publiek over het algemeen slecht ontvangen. Op Rotten Tomatoes heeft de film een score van 39% op basis van 83 beoordelingen. Metacritic komt op een score van 42/100, gebaseerd op 19 beoordelingen.
Ondanks de slechte recensies kreeg de film in oktober 2015 een vervolg onder de naam Paranormal Activity: The Ghost Dimension.